# グスタボ・ペトロ
グスタボ・フランシスコ・ペトロ・ウレゴ（Gustavo Francisco Petro Urrego、スペイン語発音: [ɡusˈtaβo fɾanˈsisko ˈpetɾo uˈreɣo]、1960年4月19日 - ）は、南米コロンビアの政治家、左翼ゲリラ「4月19日運動（M-19）」元メンバー。現在、同国大統領（第59代）。M-19が1990年に武装解除してから大統領に当選するまでの間は、共和国議会上下両院の議員や首都ボゴタの市長を務めた。

## 来歴

### 「4月19日運動」参加まで
コロンビア北部のコルドバ県に教育者である父グスタボ・ペトロ・シエラと母クララ・ヌビア・ウレーゴとの間に生まれる。父方の曾祖父フランシスコ・ペトロは、1870年に南イタリアからコロンビア北部に移住した。生後すぐにシエナガ・デ・オロ（スペイン語版）からボゴタに引っ越し、10歳まで同地で暮らした。その後家族はシパキラに転居し、高校生の時に「カルタ・アル・プエブロ」という校内新聞を創刊し、ガルシア・マルケスの名にちなんだカルチャーセンターを創設した。キューバ革命の立役者の一人であるチェ・ゲバラが1967年にボリビアでのゲリラ闘争中に殺害された事件を報じる新聞記事を読んで泣いている父親を見たのが、政治を意識した初の体験だった。既得権益層が支配するコロンビアの現状を憂い、中学時代にはマルクス主義の本を読み、友人たちと革命の必要性を語り合っていた。
経済学を学ぶ大学生だった18歳の時、4月19日運動（M-19）のメンバーとなった。当時のコロンビアは不正選挙（スペイン語版）が明らかになり非常事態が敷かれるなど自由や人権が抑圧されており、それに対して立ち上がった若者の一人だったと回想している。M-19におけるペトロの通称は「アウレリャノ」で、これはガルシア・マルケスの小説『百年の孤独』に登場するアウレリャノ・ブエンディア大佐にちなんだものである。
1984年、M-19は休戦状態となり和平交渉（スペイン語版）を行っていたが、ペトロはシパキア市議会議員でありながら中央広場でのデモでM-19の構成員であることを公にした。M-19で、ペトロはパラミリターレス（スペイン語版）によって強制的に移動させられた 400 世帯の貧困層の家族を収容する土地の押収を主導し、後にボリバル83地区（スペイン語版）となる地域の建設に貢献した。その後ペトロは完全に身を隠し、M-19の主要指揮官の一人であるカルロス・ピサロと親しくなり、コロンビアにおける武力紛争の交渉による政治的解決と憲法制定議会への移行の必要性をピサロに主張した。
1985年10月にM-19による停戦は終了し、ペトロはボリバル83地区に住んでいた。同年10月24日、まだ議員かつM-19の活動的な構成員として活動していたが、武器を違法に所持していたとして国軍に捕らえられ、その後 10 日間の拷問を受けた。後に共謀罪で裁判所から有罪判決を受け、ボゴタのラ・モデロ刑務所に移送された。M-19が1985年に起こした最高裁判所占拠事件には、収監中であったため関与していない。
1987年2月にペトロは釈放され、サンタンデールとトリマに赴き、カルロス・ピサロ・レオンゴメス（スペイン語版）などの他の構成員とともに、M-19とビルヒリオ・バルコ政権との間の和平プロセスに参加した。 M-19の執行部の一員であること、また最高裁判所占拠へのM-19の参加により、ボゴタの裁判所は1989年にペトロと他25 名のM-19司令官に対し、反乱、陰謀、武器所持の犯罪を告発する決議を出した。その後、最高裁判所の占拠中もペトロは依然として収監されていたことが確認され、バルコ政権との和平プロセスののち前述の告発は取り消された。

### 学歴
M-19解散後、ペトロはエステルナド・デ・コロンビア大学で経済学の学位を取得した後、行政高等学校（ESAP, Escuela Superior de Administración Pública）の大学院で学び始めた。その後、ハベリアナ大学で経済学の修士号を取得した。その後、ベルギーに渡り、ルーヴァン・カトリック大学の大学院で経済と人権の研究を行った（卒業はしていない）。また、スペインのサラマンカ大学で行政学の博士号を取得するための研究も修了した。

### 初期の政治的キャリア
大学卒業後、1984年から1986年までシパキラ市議会議員として選出された。

### ボゴタ市長
2012年、ボゴタ市長に就任した。

### 2018年大統領選挙
2018年5月27日執行の大統領選挙の第1ラウンドで25％以上の得票率で2位となり、6月17日の決選投票で敗れた。

### 2022年大統領選挙
2022年5月29日執行の大統領選挙に出馬し、得票率が40％で1位となり、同28％で2位となった実業家のロドルフォ・エルナンデス元ブカラマンガ市長と共に決選投票に進んだ。6月19日の決選投票では50.4％の得票率（コロンビア中央選挙管理委員会発表）を得た。エルナンデスは敗北を認め、ペトロの当選が決まった。左派政権により混乱する東隣のベネズエラとの国交回復などを公約に掲げた。
2022年大統領選挙に至るまで、対立候補からは元左翼ゲリラの経歴を批判されたが、戦闘員だったことはないと主張している。6月19日の勝利演説では「全てのコロンビア人の声を聞く」と語った。

### 大統領として
2022年8月7日に大統領に就任。これをきっかけに同年8月28日には公約でもあったベネズエラとの国交回復を果たした。2022年大統領選でペトロの長男が麻薬カルテルから選挙資金を受け取っていたとの疑惑が浮上し、2023年7月29日、マネーロンダリング（資金洗浄）容疑で長男が逮捕された。これに対し、ペトロは8月3日、「この国の大統領は、選挙に勝つために息子や娘らに犯罪を頼んだことはない」と述べ、2026年の任期満了まで続投する意思を表明した。報道によると、ペトロの長男は麻薬密売組織の関係者2人から裏金を受け取り、一部を選挙運動に使ったという。受け取った総額は10億ペソ（約3500万円）で、麻薬資金が紛れ込んだ選挙費用も法定上限を超えていたとみられる。これを受け、コロンビア議会は暫定調査に着手した。ペトロ連立政権から離脱する政党が相次ぎ、ペトロが公約に掲げた医療・年金改革も進んでおらず、調査の結果次第では大統領の弾劾につながる可能性がある。
2025年1月26日、アメリカのドナルド・トランプ大統領は、コロンビア政府が同国出身の不法移民の強制送還を拒否したとして、コロンビアに25％の関税を科すと発表した。ペトロ大統領は同日、「私はコロンビア人が手錠をかけられたまま飛行機に乗せられることを許さない」と述べ、アメリカからの輸入品に25％の報復関税を科すよう閣僚に命じた。
その後、トランプ大統領は不法移民を乗せた米軍機の着陸を拒否したコロンビアへの報復関税を撤回すると発表した。ホワイトハウスは声明で「コロンビア政府は、米国から送還するコロンビア人不法移民を制限なく受け入れることに同意した」と表明。米国とコロンビアの政治危機は、コロンビアの妥協により約9時間で終息した。不法移民への強硬姿勢を鮮明に打ち出すトランプ政権が、中道左派政権のコロンビアを「見せしめ」に狙い撃ちにしたとの見方も出ている。
2025年5月12日、中華人民共和国を訪問中のペトロ大統領は、中国の巨大経済圏構想「一帯一路」への参加を表明した。「中国と中南米にとって大きな一歩を踏み出すことを決意した」と述べた。左派政権のコロンビアと米トランプ政権の関係が悪化する中、ペトロ政権は中国との関係を深めることで対抗したとみられる。

### コカイン合法化
コロンビアは世界有数のコカイン生産国であり、ペトロはコカイン取引と消費の合法化を主張している。ペトロはコカインについて、「ウイスキーほど有害ではない」と主張。「コカインが有害とされているのは中南米で生産されているからだ。ウイスキーよりも有害だからではない」「科学者がこれを分析した。コカインはウイスキーほど有害ではない」と述べ、世界中でコカインが合法化されれば、世界のコカイン産業は「容易に解体できる」と主張した。「平和を望むなら、（コカイン密売）ビジネスを解体しなければならない」「世界中でコカインが合法化されれば、容易に解体できる。コカインはワインのように売られるだろう」と述べた。

## 家族
結婚を3度しており、現在の妻との間には娘が2人いる。